# Antoine Mendy
Antoine Mendy (* 27. Mai 2004 in Marseille) ist ein französisch-senegalesischer Fußballspieler, der aktuell beim OGC Nizza in der Ligue 1 spielt.

## Karriere
Mendy begann seine fußballerische Ausbildung 2014 beim OGC Nizza in der Jugend. In der Saison 2020/21 stand er bereits einmal im Kader der Profimannschaft. Auch 2021/22 stand er dort im Kader und spielte bereits 16 Mal für das fünftklassige Zweitteam. Im September 2022 unterschrieb er dann seinen ersten Profivertrag bei den Südfranzosen. Am 16. Oktober 2022 (11. Spieltag) debütierte er zu Beginn der Saison 2022/23 nach später Einwechslung bei einem 1:1-Unentschieden gegen die AJ Auxerre in der Ligue 1 für die Profis. Elf Tage später wurde er auch in der Conference League gegen Partizan Belgrad eingewechselt und spielte somit das erste Mal auf internationaler Ebene.